# 江苏省立教育学院
江蘇省立教育學院是中華民國大陸時期的一所大專院校，先后更名為蘇南文化教育學院、蘇南師範學院、江蘇師範學院、蘇州大學。
1928年3月，“江蘇大學區民眾教育學校”在江蘇蘇州成立；同年6月改名“中央大學區民眾教育學院”，之後遷至無錫。
1930年國民政府教育部廢除大學區制，中央大學區民眾教育學院與前一年成立的“中央大學區勞農學院”合併為“江蘇省立教育學院”。俞慶棠、高陽等先后担任校長。
1950年，原江蘇教育學院、無錫國學專科學校以及國立社會教育學院合併為蘇南文化教育學院。
1952年，苏南文化教育学院与东吴大学文理有关系科、江南大学数理有关系科合并，在东吴大学旧址建立“苏南师范学院”，同年定名为“江苏师范学院”；1982年改名苏州大学。